# کمک علیا
کمک علیا، روستایی از توابع بخش چهاردولی شهرستان قروه در استان کردستان ایران است. این روستا در دامنه کوه لوجار قرار دارد؛ که دارای آب و هوای کوهستانی هست، زمستان‌های سرد و تابستان معتدل است. معیشت مردم این روستا کشاورزی و دامداری است.

## جمعیت
این روستا در دهستان چهاردولی غربی قرار دارد و براساس سرشماری مرکز آمار ایران در سال ۱۳۹۵؛ جمعیت آن ۳۵۵ نفر (۷۰خانوار) بوده است.

نمایی از روستای کمک علیا

## تاریخچه مردم روستای کَمَک ایل چهاردولی (چَرداُوری)
چهاردولی‌ها کرد و کرد زبان هستند و به گویش کردی کلهری لهجه (چرداولی، چرداوری) تکلم می‌کنند. برخلاف بعضی از منابع که آن‌ها را به اشتباه از طوایف لک زند خوانده‌اند؛ آنها در ابتدا از طوایف ایلات چرداول در استان ایلام بوده، که از مجموعه ایل ریزوند یکی از بزرگ‌ترین ایلات غرب کشور می‌باشد و به زبان کردی کلهری تکلم می‌کنند. قابل توجه اینکه هیچ‌یک از ایلات فیلی ایلام در مبارزات زندیه نبوده‌اند.

## ایل چهاردولی (چاردولی، چرداولی)
«چه‌رداوری» محل یکجانشین شدن ایل ریزوند است. چرداول منطقه‌ای حاصلخیز است؛ که از کلمه چهاردول گرفته شده، دول در زبان کردی به معنی سرزمین آباد و هموار است و منظور از آن چهار دول ریزوند است. از قدیم الایام محل زندگی ایل ریزوند بوده و می‌باشد. نام ایل چاردولی منسوب به ایلات چرداولی (ریزوند) در چرداول در استان ایلام است؛ که منشأ آنان نیز از ایل ریزوند بخش چرداول ایلام است. چاردولی‌ها در زمان فروپاشی ایل باستانی ریزوند؛ در زمان زندیه به مناطق مرکزی ایران مهاجرت کردند، به نام منطقه خود که چرداول بود مشهور شدند. در جنگ چالدران با افتخار می‌توان به سوارکاران چهاردولی که شجاعت و دلاوری خود را به نمایش گذاشتند اشاره کرد.
این طایفه از طوایف قدیمی ایل ریزه ون می‌باشند که از قدیم الایام در شهرستان چرداول استان ایلام زندگی می‌کردند.
کریم خان زند جهت تثبیت قدرت خود ایلاتی از مردم پشتکوه را به مناطق مرکزی ایران منتقل کرد.[۱۱]. که عده‌ای از طایفه چرداولی و شوانکاره ایل ریزه ون در بین آنان بودند؛ طایفه شوانکاره اکنون تحت عنوان ایل شبانکاره در اکثر نقاط ایران از جمله فارس زندگی می‌کنند، طایفه چرداولی نیز تحت عنوان ایل چهاردولی در استان‌های همدان، کردستان، آذربایجان غربی زندگی می‌کنند؛ که خود را از ایل باستانی ریزه ون (ریزه وند) می‌نامند. با ورود حسن خان والی در سال ۱۲۱۲ هجری؛ به ایلام ایل ریزه ون در بقیه نقاط استان ایلام دچار چالش و مهاجرت اجباری شدند، اما در چرداول ریزه ون‌ها به حیاط سیاسی اجتماعی خود ادامه دادند.

## چرداوری‌های استان همدان
چهاردولی‌ها در شهرستان اسدآباد در غرب استان همدان ساکن هستند. چهاردولی اسدآباد یکی از دهستانهای چهارگانه شهرستان اسدآباد است. این دهستان در شمال بخش واقع شده و از شمال به دهستان چهاردولی بخش قروه، از جنوب به دهستان جلگه افشار، از خاوربه کوه آلماقولاغ و از جانب باختر به دهستان کلیائی اسدآباد محدود است. قسمت مرکزی شمال دهستان دشت، و جنوب باختر و خاور آن کوهستانی است. سردسیر است. زمستانهای آن طولانی و تابستان‌های آن معتدل است. قریه‌های کوهستانی از چشمه‌ها و قریه هائی که در دشت واقع اند ازرودخانهٔ شهاب آبیاری می‌شوند. محصول عمدهٔ دهستان: غلات، حبوبات، پیاز، توتون و لبنیات است. این دهستان از ۲۷ آبادی بزرگ و کوچک تشکیل شده. (از فرهنگ جغرافیایی ایران ج ۵).

## چرداوری‌های استان کردستان
چهاردولی‌ها در شهرستان قروه در جنوب شرقی استان کردستان ساکن بخش چهاردولی هستند. هوای دهستان سردسیر است. (زمستان طولانی، تابستان معتدل). آبادیهای دهستان از چشمه آبیاری می‌شود؛ و محصول عمده آن غلات و لبنیات است ارتفاعات در باختر این دهستان کوه‌های شمالی و خاوری بخش سنقر کلیائی و کوه‌های جنوبی دهستان اسفندآباد واقع است و خرسرنه - سنگ سوراخ - بنصیری نامیده می‌شوند. ارتفاع قله خرسرنه ۲۵۶۷، سنگ سوراخ ۲۹۲۷ و بنصیر ۲۸۰۲ گز است. کوه‌های دهستان خدابنده لو در خاور دهستان کشیده شده و به سلسلهٔ اصلی الوند متصل می‌گردد. گردنهٔ همه کسی بین قروه و همدان پست‌ترین نقطهٔ کوه مذکور می‌باشد و ارتفاع آن ۲۱۶۵ گز است. رودخانهٔ مهمی در این دهستان وجود ندارد. تنها رودخانه کوچک شیروانه و تکیه است که از ارتفاعات باختری سرچشمه گرفته به طرف شمال جریان پیدا می‌کند و به رودخانهٔ شور می‌پیوندد. آب رودخانه‌های کوچک دیگر دهستان که در بهار و مواقع بارندگی زنده و آب دارند به رودخانه بالا منتهی می‌شوند. دهستان چهاردولی از ۳۱ آبادی بزرگ و کوچک تشکیل شده و ۱۲۰۰۰ تن سکنه دارد و قریه‌های مهم آن عبارت است از: صندوق آباد، نارنجک، آقبلاغ، باباشیداله، گندآب بالا و پائین. راه شوسهٔ سنندج به همدان از وسط دهستان می‌گذرد. آبادیهای ناظم آباد دوسر، وی نسار، و داش بلاغ این دهستان کنار راه شوسه واقع شده‌اند. (از فرهنگ جغرافیائی ایران ج ۵.)

## چرداوری‌های استان ایلام
چرداولی‌ها (چرداوری‌ها) در استان ایلام در شهرستانی با همین نام زندگی می‌کند. ایل بزرگ ریزوند که در این منطقه سکونت دارند قبلاً در کل پشتکوه سکونت داشتند و از زمانی که سلاطین صفوی، طایفه فیلی را در پشت‌کوه حکومت دادند بر این طایفه (ریزوند)، اطاعت از رؤسای فیلی سخت‌آمد و بسیاری از آنان از پشت‌کوه به بسیاری از مناطق از جمله فارس و عراق{ مندلی، خانقین، زرباتیه، کوهدشت} مهاجرت کردند و در مرحله دوم در زمان انتقال قدرت والیان لرستان به پشتکوه در زمان قاجاریه (آقا محمدخان) به پشتکوه و جنگی که بین ساکنان و مالکان اولیه پشتکوه (ریزوندها) و والی رخ داد ریزوندها شکست خوردند و و اکثر ریزوندها (منجمله ریزوندهای چرداوری) مجبور به مهاجرت اجباری شدند؛ ولی در ۱۰۰سال پیش ایل ریزوند توسط توشمال (رئیس) صیدرضا احمدی آخرین تشمال از ریزوندهای چرداولی احیا شد و سروسامان داده شد، که اکنون در دهستان ریزه‌وند، بخش زاگرس شهرستان چرداول و حوزه مرکزی شهرستان شیروان (شیروان) میشخاص، بخش بولی، شهرستان مهران (طایفه ملخطاوی)، شهرستان ملکشاهی (طایفه کنیانی و کناریوند)، طایفه مستقل چپه سورگه در دامنه کوه قلارنگ و در شهر ایلام و شهر چوار ساکن هستند. بسیاری از چرداولی‌ها در استان‌های آذربایجان غربی، کردستان، کرمانشاه، همدان، خانقین، مندعلی، سلیمانیه و اربیل و… ساکن شده‌اند و مردمان آن، امروزه در این استان‌ها به عنوان ایل چهاردولی (چرداوری) شناخته می‌شوند. در زمان صفویان قبل از تسلط والیان بر پشت کوه، رضاخان ریزوند بر شهرستان‌های کنونی شیروان و چرداول، ایلام، و میش‌خاص (سیوان) و بولی و قسمتی از چوار و مهران حکومت می‌کرد.

## زبان چرداوری‌ها
چرداوری‌ها با گویش کلهری، یکی از شاخه‌های زبان کردی صحبت می‌کنند. کلهری، یکی از گویشهای زبان کردی است؛ که خود شامل لهجه‌های مختلف و متعددی از جمله: کلیایی، زنگنه‌ای، ریزه‌وندی (چهاردولی)(چرداوری)، قصری، کرماشانی، فیلی، سنجابی، خزلی، خانقینی و… می‌باشد[۲]

## موقعیت روستا
در دهستان چهاردولی و بعد از گذشتن از روستاهای سمیران نعمت‌آباد به پیچ ذوب آهن غرب کشور و روستای حسن‌آباد امام می‌رسید بعد از گذشتن از روستای حسن‌آباد امام جاده آسفالته را به سمت روستای کمک علیا در پیش می‌گیرید و در انتها اول روستای کمک سفلی قرار دارد و در آخر هم روستای بکر کمک علیا قرار دارد تمامی مردم روستا شیعه هستند ومعیشت وزندگی آن‌ها از راه کشاورزی ودامداری می‌گذرد در زمان‌های خیلی قدیم شخصی بزرگ وخیر به نام قنبر (قمر) ریش سفید وکدخدای این آبادی بوده است که در همان زمان‌ها که مردم منطقه دچار قحطی و خشکسالی شده بودند با افکار پاک ایمانی راسخ به یاری مردم دهستان چهاردولی پرداخته است و از لحاظ نگهداری آذوقه جان خیلی از مردم روستاهای همجوار را نجات داده است کوهی هم در کنار روستا وجود دارد که به آن مرد بزرگ وبا ایمان (قمر) نسبت داده‌اند این روستا مناظر و ارتفاعات متعددی دارد از ارتفاعات آن می‌توان قله لوجار کوه لانه اژدها کوه شیطان بازار و کوه چولکنه می‌توان نام برد چشمه سارهای روستا دارای آبی گوارا و بسیار خنک می‌باشند که عبارتنداز: چشمه بابا سراب که سرچشمه آن زیر کوه چولکنه می‌باشد و سالیان دراز مردم برای شکرگذاری از نعمت‌های خداوند به کنار این چشمه می‌رفتند وبا قربانی کردن ودعوت از بزرگان و ریش سفیدهای روستاهای اطراف به آن مکان در کنار یکدیگر و با اتحاد هم به جشن وتشکر از نعمت‌های باریتعالی می‌پرداختند چشمه‌های دیگر روستا کانی مو خول در پایین روستا و سر راه سراب واقع می‌باشد چشمه کانی محمد رضا چشمه کانی شاه که دارای استخر گلی بود ودور تا دور استخر درخت بود که در فصل تابستان و زمان درو سایه وخنکای آن درختان تسکین دهنده خستگی کشاورزان ودهقانان بود چشمه دیگر کانی کاریز بود بعد از کانی شاه به منطقه سر سبز چمرگاه - دربند وکمی آن طرف تر منطقه تخت می‌رسیم خنک‌ترین چشمه آب روستا گول کمره می‌باشد که در منطقه چمرگاه قرار دارد چشمه‌های دربند هم سر چشمه آن‌ها در زیر کوه شیطان بازار است از سمت راه دربند که حرکت کنیم بعد از گذشتن از جاده مالرو به چشمه کانی کور که سر چشمه ان هم به کوه شیطان بازار می‌رسد در امتداد همین چشمه به کانی دو گوله و منطقه جنگلی کانی گول گوری و کانی خرگ سیاه می‌رسیم چشمه‌های داخل دشت همه از سمت کوه‌های مجاور دارا قنات می‌باشند که امروزه هم دهانه قناتها باز و نمایان است آری اینروستا هم یکی از قدیمی‌ترین روستاهای استان به‌شمار می‌رود.

## محصولات باغی و کشاورزی روستا
اکثریت محصولات باغی روستا را تاکستان‌های انگور تشکیل می‌دهد به‌طوری‌که تمامی مردم حتی الامکان یک باغ انگور برای خودشان دارند که به ثمر رساندن این مورد کار خیلی سختی می‌باشد ولی مرد روستا سخت و آبدیده می‌باشد اینکار و کشاورزی از پدرانشان نسل به نسل منتقل شده است انگور تاکستان‌ها عبارتنداز:انگور سیاه ویاقوتی-کشمشی-ریش بابا-عسلی-فرخی-انگور زیرس یا (نوبر) وچند نوع دیگر درختان میوه:زردالو آلبالو هلو به گلابی یا امرود که در ارتفاعات نوع وحشی وخودرو آن یعنی امرود می‌روید بادام شلیل توت در انواع مختلف و غیره درختان دیگری همچون درخت چنار (تبریزی) که به پابرجا و بلند قامت می‌باشد درخت بید که درتمامی گوشه وکنار روستا به وفور یافت می‌شود از دیگر محصولات گندم جو که عمده آن را تشکیل می‌دهند نخود عدس لوبیا ماش گاهدانه فلفل وچند نوع دیگر پرورش زنبور عسل هم در این روستا وجود دارد که تعدادی از روستاییان برای بهره‌برداری بیشتر و محصول و میوه بهتر زنبور داری هم دارند از صنایع دستی می‌توان به قالی بافی گلیم بافی جاجیم نخ ریسی به همان روش قدیمی می‌توان نام برد.

## ارتفاعات و ناهمواریهای روستای کمک علیا
نماد واقتدار روستای کمک علیا قله لوجار که در قسمت شمال روستا قرار گرفته این قله بعد از قله المابلاغ جایگاه دوم را در دهستان چهاردولی با ارتفاعی بیش از ۲۸۳۱متر را داراست کوه‌های دیگر روستا قله شیطان بازار -کوه لانه اژدها-کوه چولکنه و کوه‌های منطقه دربند تقریباً دورتا دور روستا را کوه تشکیل می‌دهد که در شرایط آب و هوایی آن بی تأثیر نیست

## پوشش گیاهی
علف وگیاهان دارویی زیادی در این منطقه از کوهستان می‌رویند که عبارتنداز؛ گل لاله، گل ختمی بومادران، شنگ، قازیاخه، گیلاخه، پشکه، گل گاو زبان، آزربه، گل هیرو، گل خشخاش و انواع لاله‌های واژگون (گل حسن و حسین) که در ارتفاعات قله لوجار و لای صخره‌ها می‌رویند پونه سبزی در کنار چشمه‌ها به نام (کویز) ریواس کنگر پیچک و انواع دیگر گیاهان دارویی که در منطقه غرب و رشته کوه‌های زاگرس می‌رویند
Kūh-e Lūjār / Kānī-ye Darband / Kānī-ye Shānī / Kānī-ye Sarāb / Kānī-ye Takht

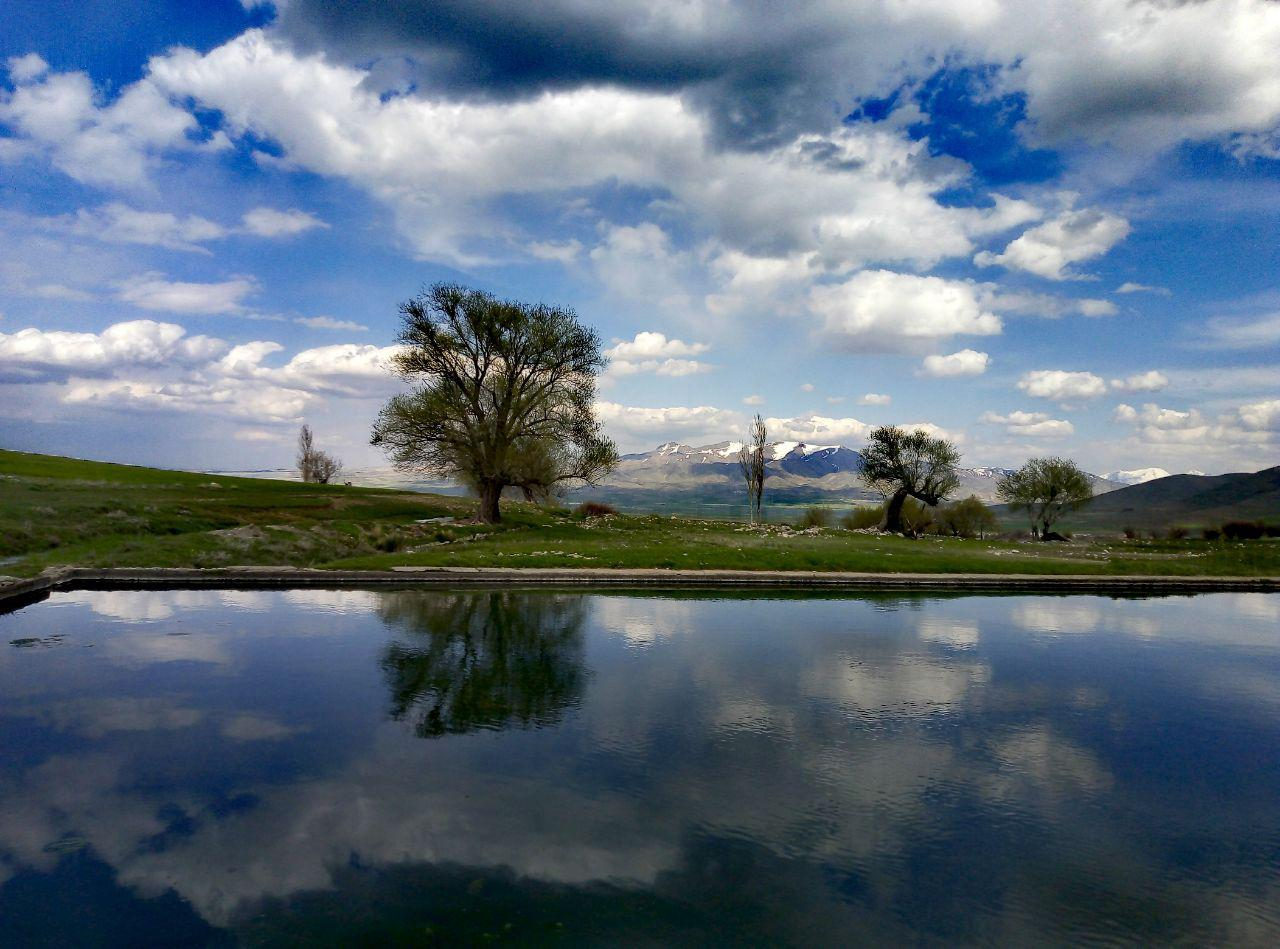
سراب روستای کمک علیا

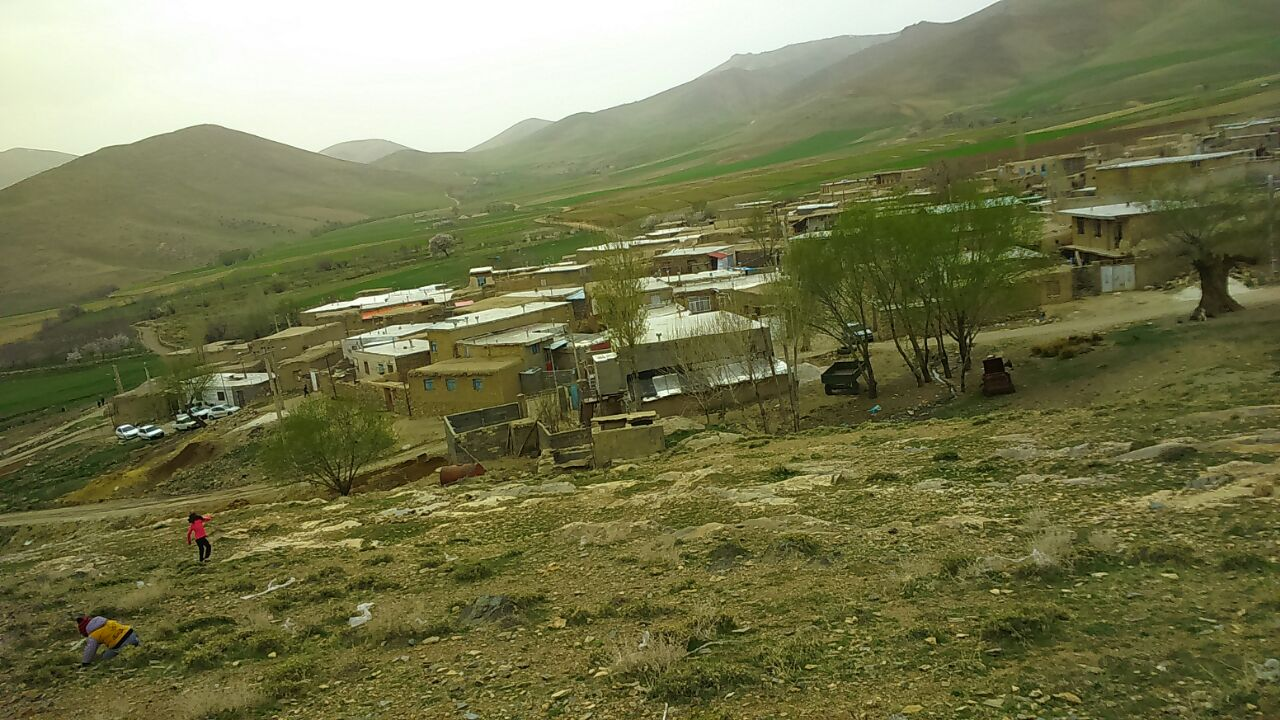
تصویری از کمک علیا

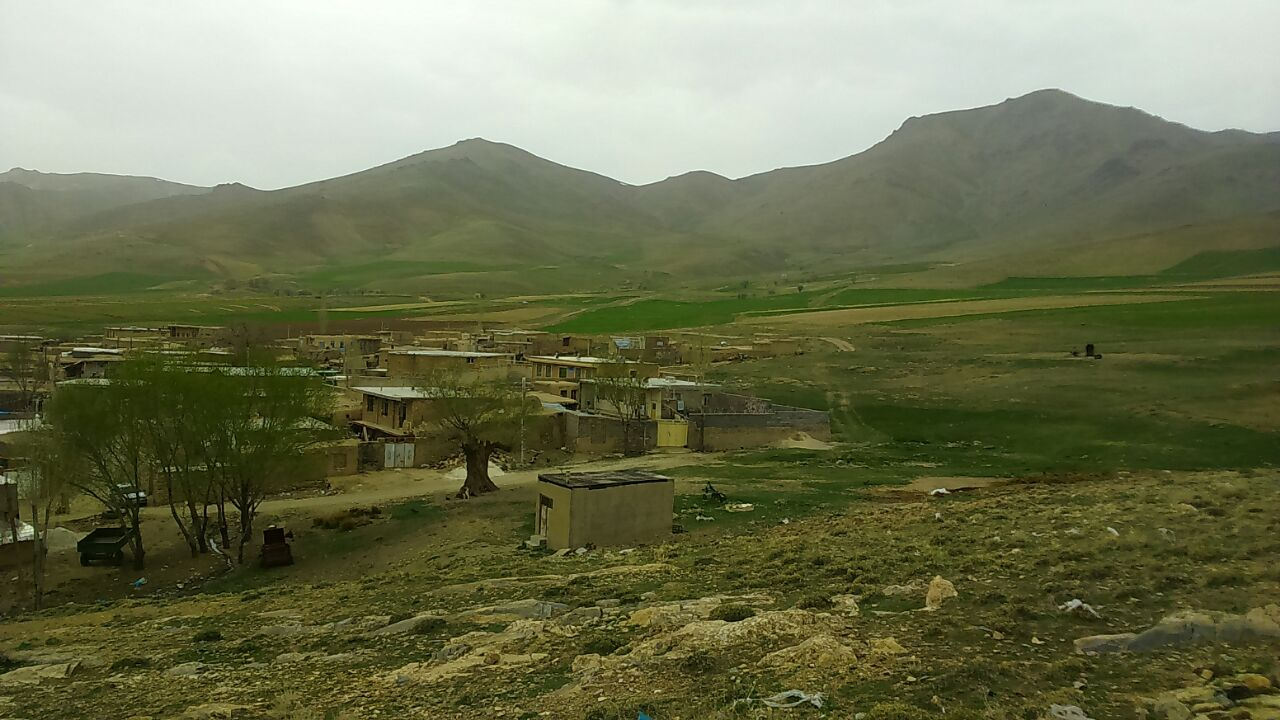
روستای کمک علیا

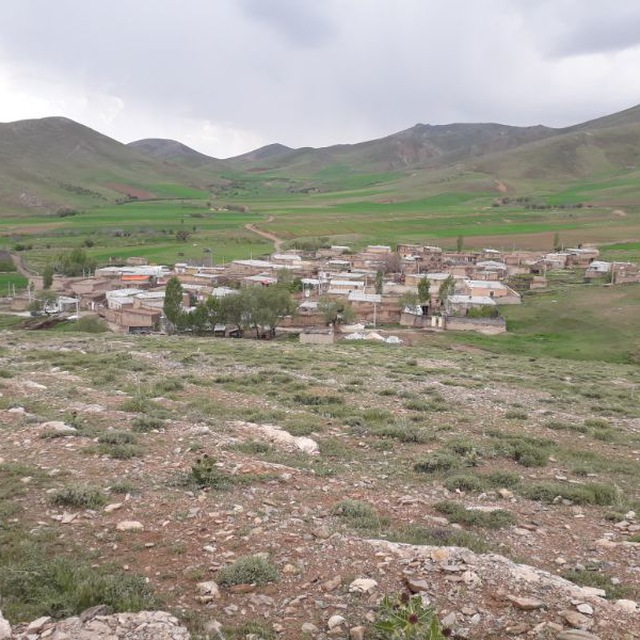
روستای کمک علیا

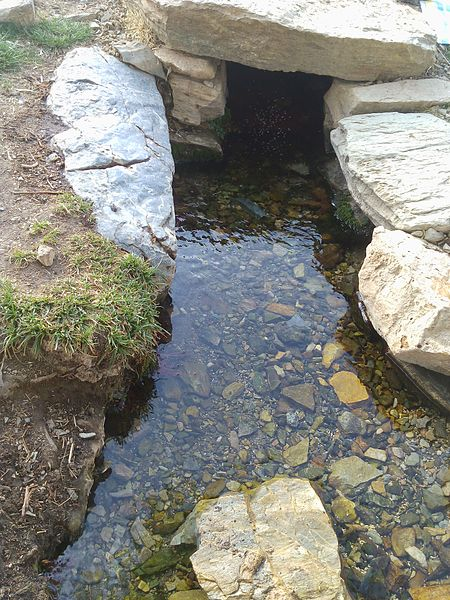
چشمه بابا سراب

نمایی از روستای کمک علیا

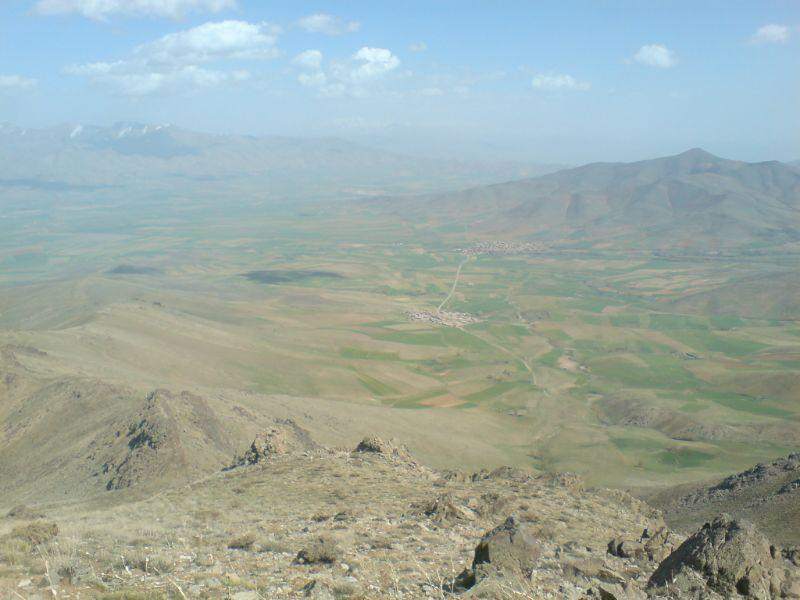
ارتفاعات کوه لوجار

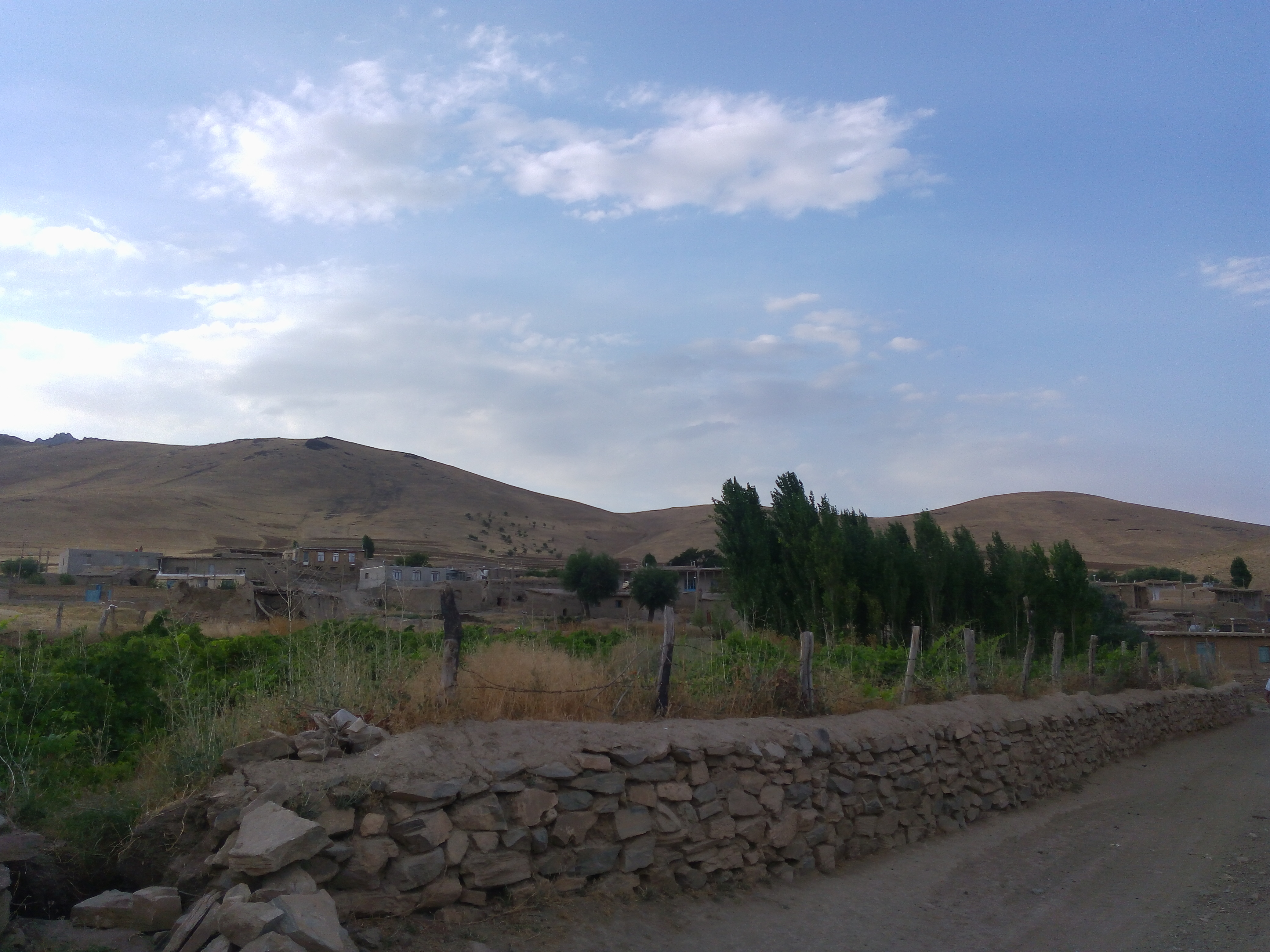
باغات روستای کمک علیا

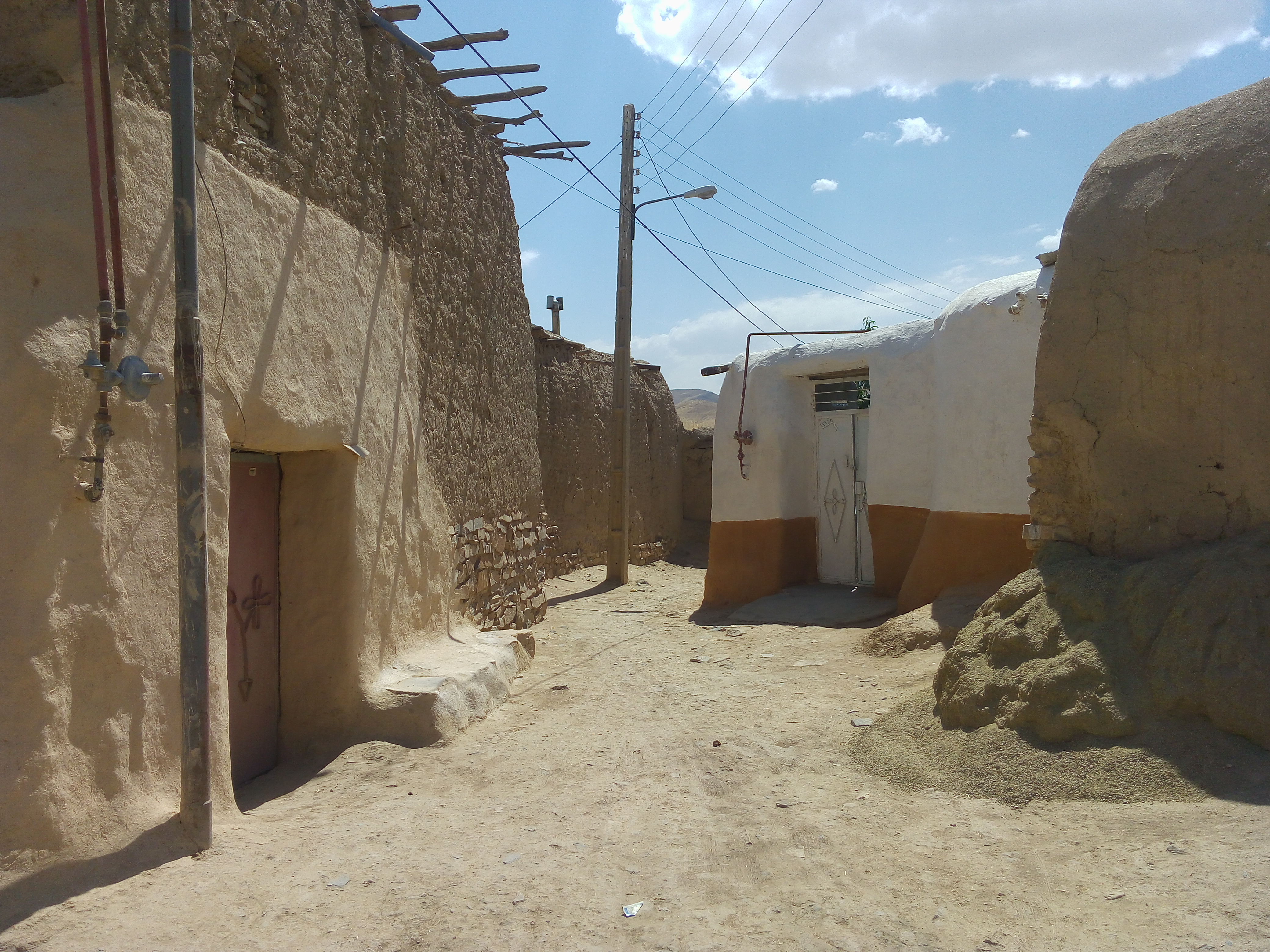
کوچه‌های روستای کمک علیا

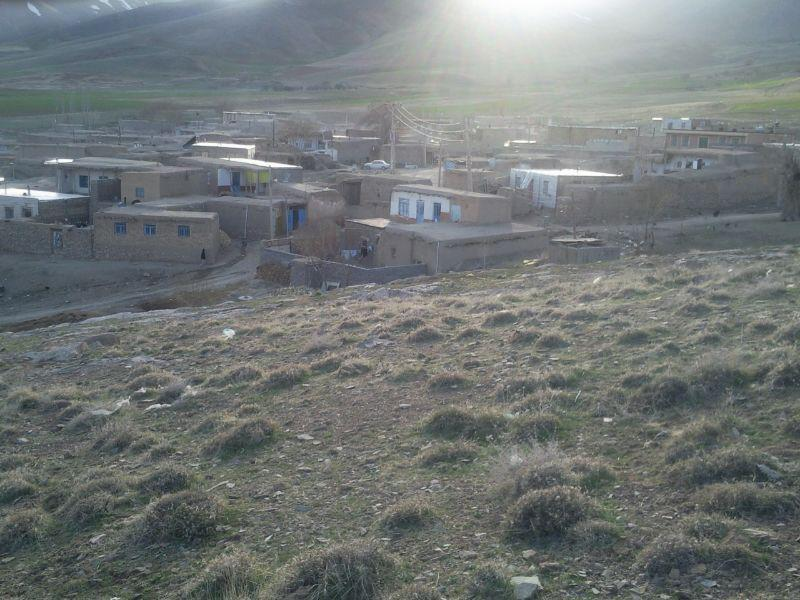
تپه قمر

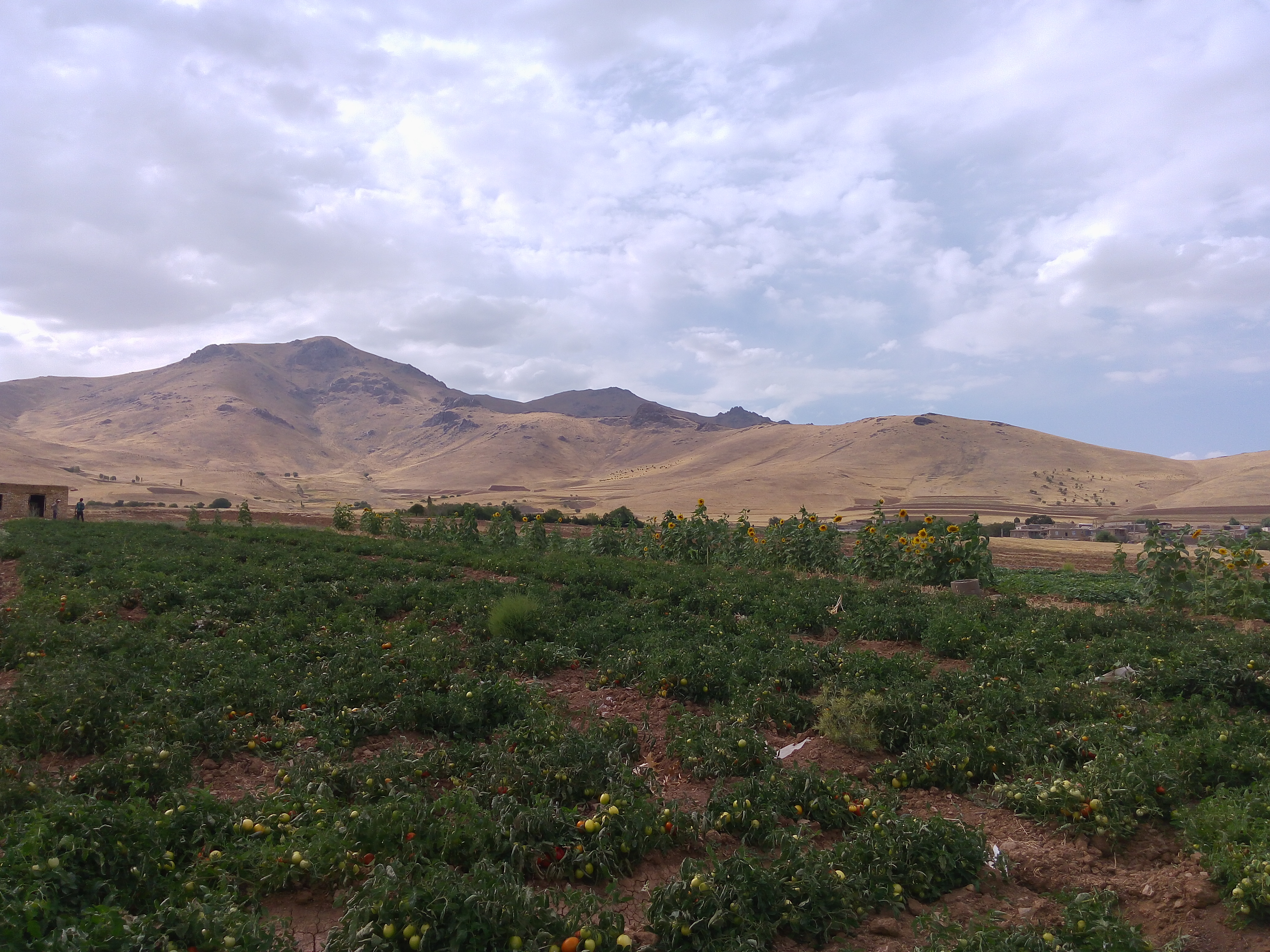
کوه لوجار/Kūh-e Lūjār

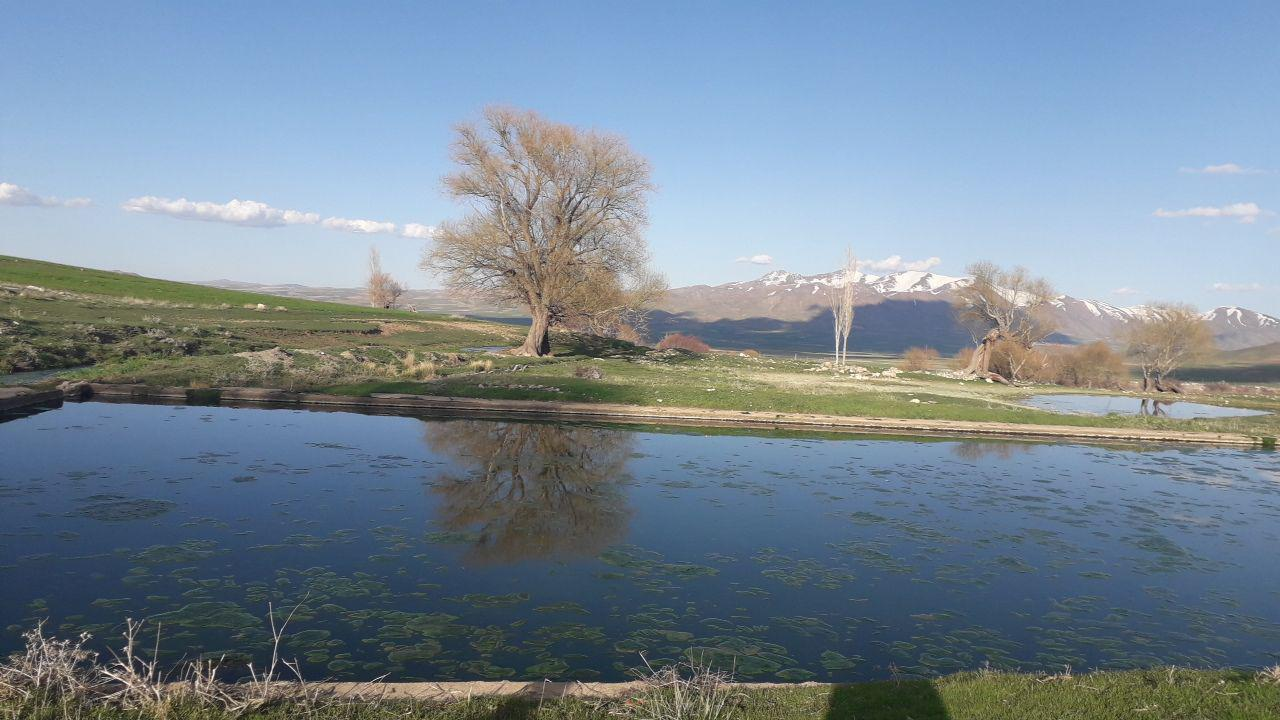
سراب روستای کمک علیا

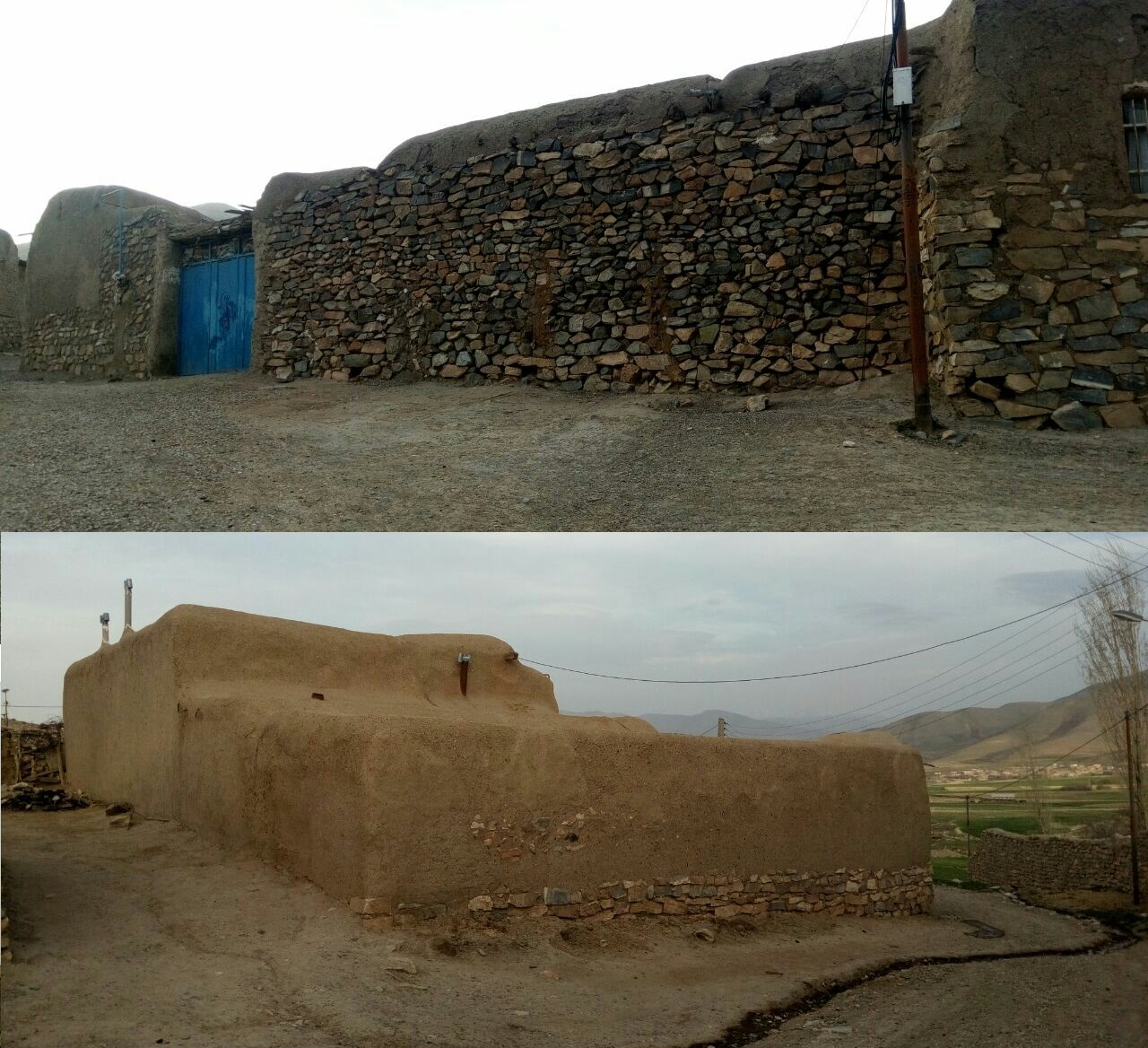
معماری زیبای خانه‌های روستای کمک علیا

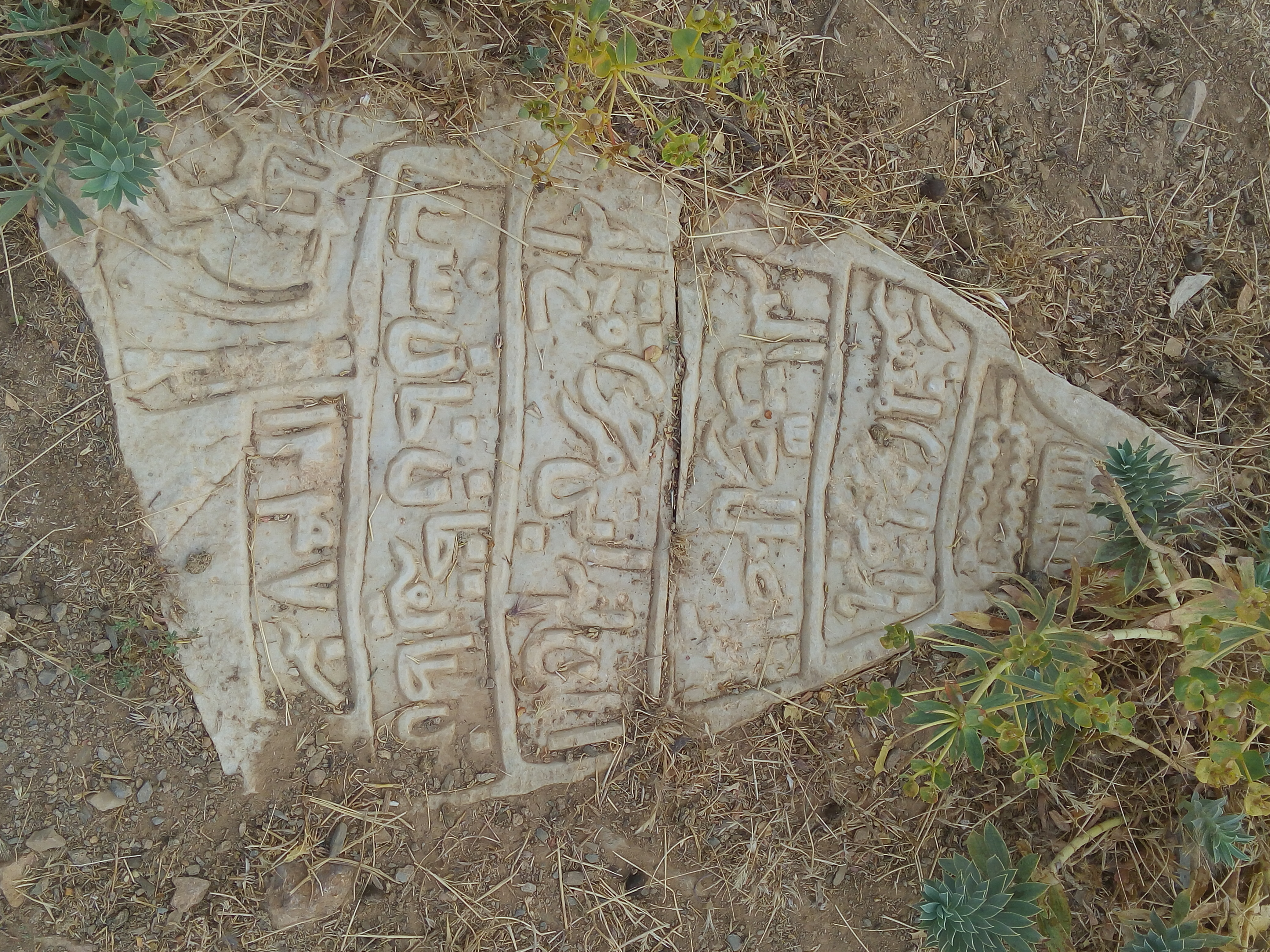
سنگ قبر قدیمی در روستای کمک علیا

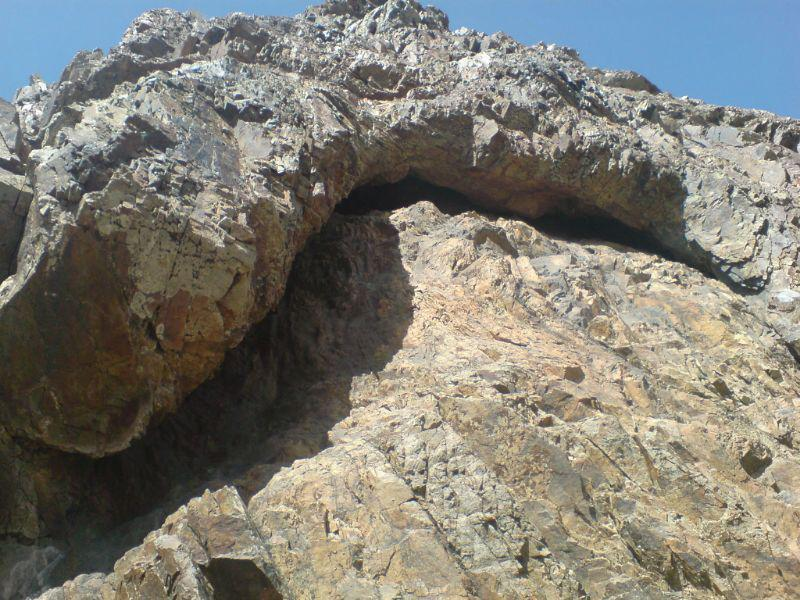
لانه اژدها

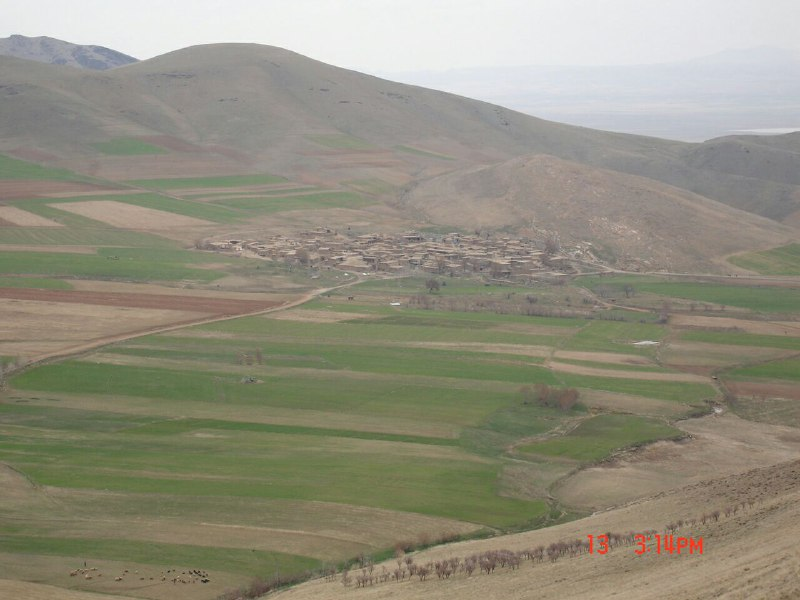
چمرگا

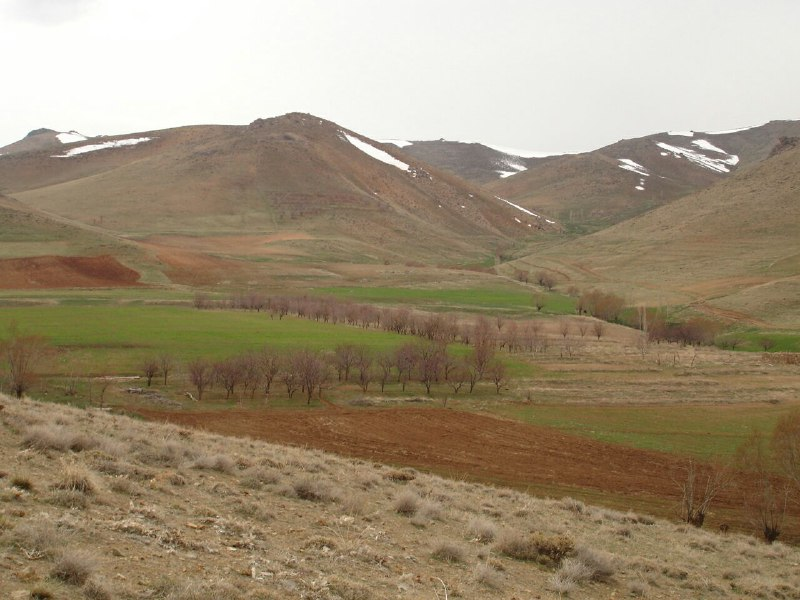
روستای کمک علیا

.

</gallery>
https://goo.gl/maps/wMpQxowdiar